# Phorocardius manuleatus
Phorocardius manuleatus (лат.) — вид жуков-щелкунов из подсемейства Cardiophorinae (Elateridae).

## Распространение
Юго-Восточная Азия: Вьетнам, Китай, Лаос, Мьянма.

## Описание
Длина тела более 7,0 мм (у самок до 9,7 мм); покровы блестящие, чёрные с жёлтыми отметинами (в большинстве случаев), и полностью чёрные до чёрно-коричневых у некоторых экземпляров. Переднегрудь: прококсальные полости открыты; простернальный отросток сильно сужен сзади к вентральной вершине при виде снизу, с острой вершиной. Птероторакс: щитик с заостренной задней вершиной. Коготок лапок с вентральной вершиной не меньше дорсальной. Гениталии самца: парамер с предвершинным латеральным расширением, без апикального мезального каллуса. Самка: вершина последнего вентрита брюшка (V вентрита) простая, не выемчатая на вершине.
Переднеспинка с боковым килем, не доходящим до переднего края, скрытым при виде сверху выступающим краем дорсальной части переднеспинки (= субмаргинальная линия); прококсальные полости открытые.